# Kento Hori
Kento Hori (堀 健人 Hori Kento?, nacido el 13 de junio de 1982 en Hiroshima) es un exfutbolista japonés. Jugaba de centrocampista y su último club fue el Hoyo Oita de Japón.

## Trayectoria

### Clubes
| Club           | País  | Año         |
| -------------- | ----- | ----------- |
| Sagawa Express | Japón | 2005 - 2007 |
| Mito HollyHock | Japón | 2008 - 2009 |
| Hoyo Oita      | Japón | 2010 - 2013 |